# Amtsgericht Vreden

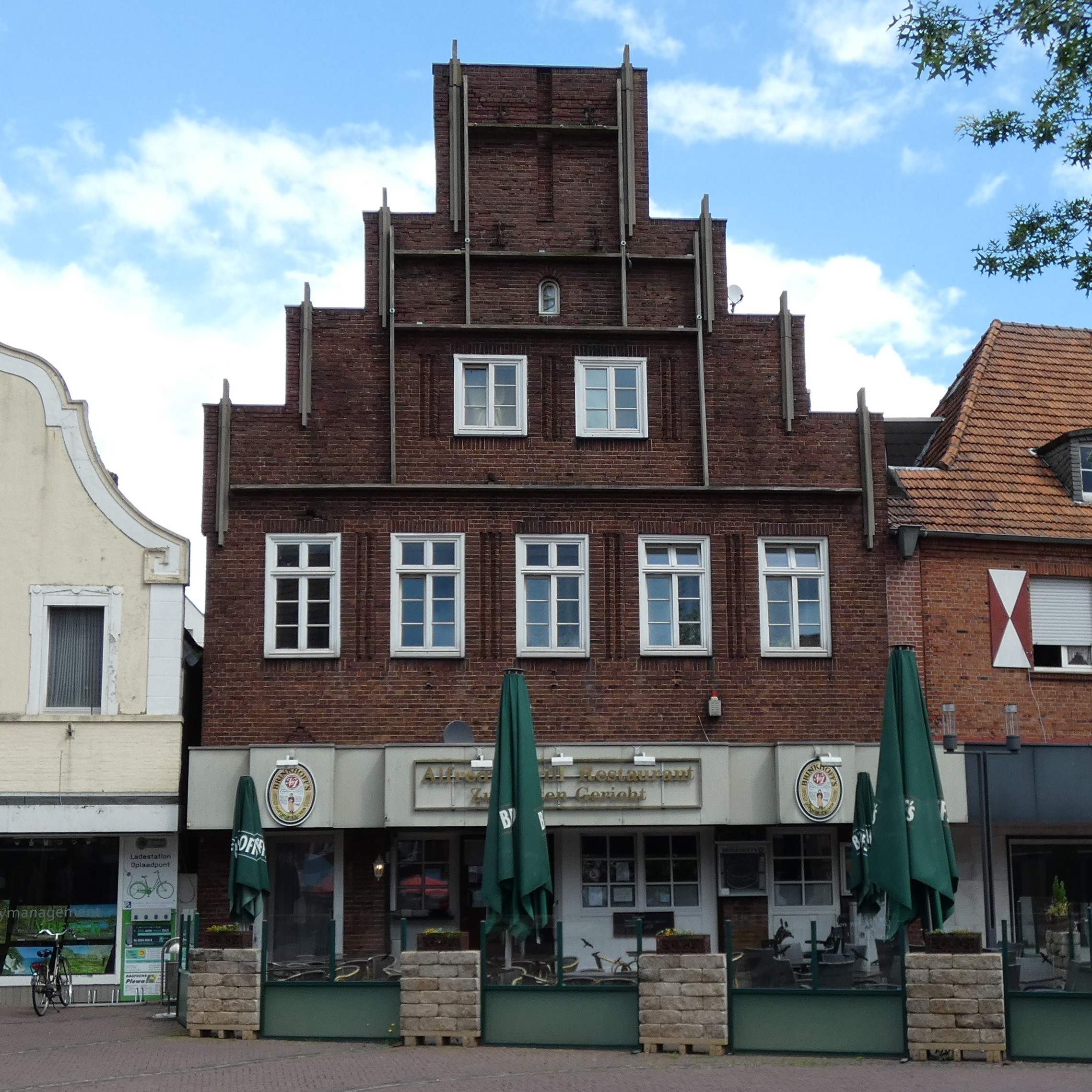
Ehemaliges Amtsgericht Vreden

Das Amtsgericht Vreden war von 1879 bis 1974 ein Amtsgericht mit Sitz in Vreden.

## Geschichte
In Vreden bestand von 1849 bis 1879 die Gerichtskommission des Kreisgerichts Ahaus. Im Rahmen der Reichsjustizgesetze wurden 1879 reichsweit einheitlich Oberlandes-, Land- und Amtsgerichte gebildet.
Das königlich preußische Amtsgericht Vreden wurde mit Wirkung zum 1. Oktober 1879 als eines von 22 Amtsgerichten im Bezirk des Landgerichtes Münster im Bezirk des Oberlandesgericht Hamm gebildet. Der Sitz des Gerichts war die Stadt Vreden.
Sein Gerichtsbezirk umfasste die Stadtbezirke Stadtlohn und Vreden und die Ämter Ammeloe, Stadtlohn und Südlohn.
Am Gericht bestand 1880 eine Richterstelle. Das Amtsgericht war damit ein kleines Amtsgericht im Landgerichtsbezirk. Gerichtstage wurden in Stadtlohn gehalten.
Das Amtsgericht Vreden wurde am 31. Dezember 1974 durch das Münster/Hamm-Gesetz aufgehoben.

## Amtsgerichtsgebäude
Das Amtsgerichtsgebäude (Markt 10) steht unter Denkmalschutz. Das Gebäude wird derzeit (Stand: 2024) für Gastronomie genutzt.

## Richter
- Paleske (1879–1889)
- Honervogt (1889–1896)
- Balve (1896–1903)
- Wentrup (1903–1911)
- Rudolf Meyer (1911–1921)
- Ohters (1921–1925)
- Nigges (1925–1934)
- Feldhuß (1934–mindestens 1957)[4]